# Uzair Cassiem
Pour les articles homonymes, voir Cassiem.
Pas d'image ? Cliquez ici

a Compétitions nationales et continentales officielles uniquement.

b Matchs officiels uniquement.
Dernière mise à jour le 1 juillet 2025.
Uzair Cassiem, né le 17 mars 1990 à Strand (Afrique du Sud), est un joueur de rugby à XV international sud-africain, évoluant au poste de troisième ligne centre ou de troisième ligne aile.

## Carrière

### En club
Uzair Cassiem commence à jouer au rugby dans sa ville natale de Strand à l'âge de 10 ans. Après avoir joué pour le lycée de Strand, il rejoint le club amateur du Strand United pour une saison.
En 2010, il change de club pour rejoindre le Belhar RFC. Ses performances avec cette équipe lui permettent de jouer pour la sélection amateure de la Western Province en 2010,.
Peu après, il rejoint l'équipe de l'UWC (université du Cap-Occidental) pour disputer la saison 2011 du Varsity Shield (en) (deuxième division du championnat universitaire sud-africain),.
Sa carrière professionnelle débute en 2011 lorsqu'il rejoint la province des Golden Lions à disputer la Vodacom Cup. Après une poignée de rencontres avec cette équipe, il est prêté pour quelques matchs aux Falcons pour la Currie Cup First Div 2012.
Plus tard en 2012, il rejoint les Pumas. Avec cette équipe, il remporte la Currie Cup First Div en 2013, et la Vodacom Cup en 2015,.
En 2016, alors qu'il est prévu qu'il rejoigne les Griquas, il participe à la présaison de la franchise des Cheetahs. Convaincant, il reçoit une offre de contrat de la part de cette équipe, et les rejoint pour la saison 2016 de Super Rugby,. Il joue son premier match le 26 février 2016 contre les Jaguares. Il devient immédiatement un cadre de cette franchise. La même année, il rejoint aussi les Free State Cheetahs, avec qui il dispute la Currie Cup.
En 2018, après deux saisons en Super Rugby, les Cheetahs sont exclus du championnat pour manque de résultats. Cassiem reste cependant fidèle à cette équipe, qui rejoint le Pro14 (ancien Pro12) pour la saison 2017-2018.
Une saison plus tard, il décide de rejoindre la province galloise des Scarlets, évoluant dans le même championnat,. Avec cette équipe, il continue de faire de bonnes performances, et se distingue comme l'un des meilleurs troisième ligne de la compétition,. Il décide de quitter la province en 2021, après trois saisons disputées,.
En 2021, il rejoint le club français de l'Aviron bayonnais, qui joue en Top 14 au moment de sa signature. Entre-temps, le club basque est relégué en Pro D2, mais Cassiem honore tout de même son contrat. Auteur d'un excellent début de saison, il est rapidement considéré parmi les joueurs les plus en vue du championnat,. Au terme de sa première saison, son club est sacré champion de France de Pro D2 et remonte en Top 14, mais Cassiem manque la finale à cause d'une commotion cérébrale,. En janvier 2024, il prolonge son contrat pour une saison supplémentaire.

### En équipe nationale
Uzair Cassiem est sélectionné en 2013 avec le XV sud-africain du président, sélection internationale représentant l'Afrique du Sud lors de cette édition de la Tbilissi Cup. Les Sud-africains remportent cette compétition en gagnant l'ensemble des matchs qu'ils disputent, Cassiem marquant au passage deux essais,.
Il est sélectionné pour la première fois avec les Springboks en octobre 2016 par le sélectionneur Allister Coetzee. Il obtient sa première cape internationale le 26 novembre 2016 à l’occasion d’un match contre l'équipe du pays de Galles à Cardiff. Malgré la défaite de son équipe, il inscrit son premier essai au niveau international lors de la rencontre.
Toujours présent en sélection l'année suivante, il dispute les cinq premiers matchs du Rugby Championship en tant que titulaire au poste de troisième ligne centre, avant qu'une blessure aux côtes ne l'écarte des terrains,. Il fait son retour lors de la tournée de novembre en Europe.

## Palmarès

### En club
- Vainqueur de la Currie Cup First Div en 2013 avec les Pumas
- Vainqueur de la Vodacom Cup en 2015 avec les Pumas
- Vainqueur du Championnat de France de Pro D2 en 2022 avec les Aviron bayonnais

## Statistiques
Au 27 octobre 2021, Uzair Cassiem compte 8 capes en équipe d'Afrique du Sud, dont six en tant que titulaire, depuis le 26 novembre 2016 contre l'équipe du pays de Galles à Cardiff. 
Il participe à une édition du Rugby Championship, en 2017. Il dispute cinq rencontres dans cette compétition.